# 92300 Hagelin
92300 Hagelin è un asteroide della fascia principale. Scoperto nel 2000, presenta un'orbita caratterizzata da un semiasse maggiore pari a 2,1638761 UA e da un'eccentricità di 0,1496781, inclinata di 4,11728° rispetto all'eclittica.